# Со, Цзывай
Со, Цзывай (англ. Tszwai So, кит. 蘇子葳 (Су Цзывэй), род. 1981) — британский архитектор, автор проекта Церкви Святого Кирилла Туровского и Всех Святых Покровителей Белорусского Народа в Лондоне.

## Биография
Цзывай Со родился в КНР и вырос в Британском Гонконге. Он изучал архитектуру в Университете Гонконга, который окончил в 2003 году.
Позднее Со переехал в Великобританию, где окончил магистратуру по специальности «История строительства» в Колледже Вулфсона, Кембриджский университет.
В 2011 году он стал одним из основателей архитектурного бюро Spheron Architects, с офисами в Лондоне и Аккре. Среди клиентов агентства — Римско-католическая архиепархия Вестминстера, Святой Престол, Лондонский университет королевы Марии и другие.

## Карьера

### Архитектура

#### Белорусская церковь в Лондоне

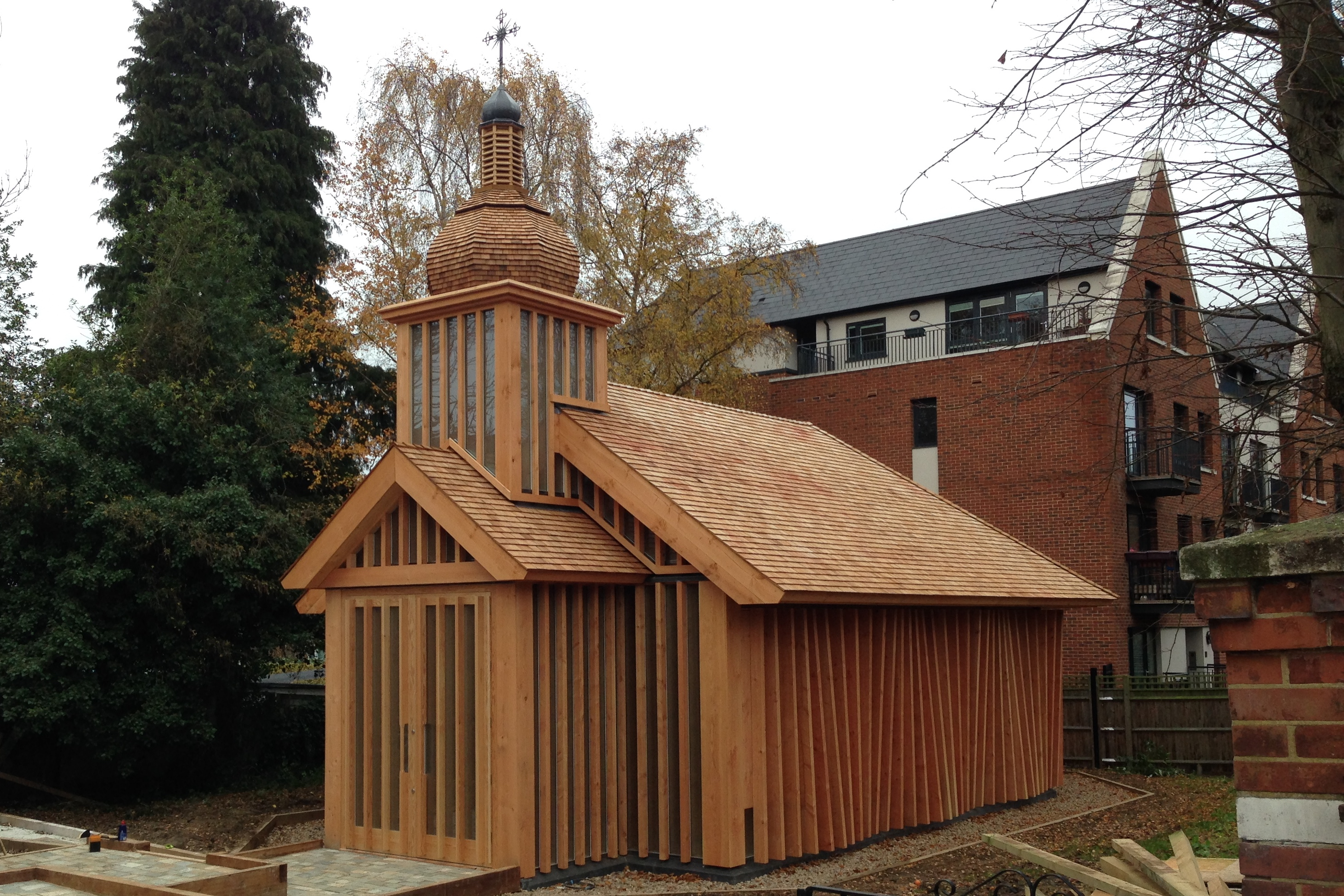
Белорусская церковь в Лондоне

Со получил международное признание за проект Белорусской церкви в Лондоне, выполненный по заказу Святого Престола. Строительство было завершено в 2017 году. Белорусский храм стал первой деревянной церковью, построенной в Лондоне после Великого пожара 1666 г. Церковь получила множество британских архитектурных наград и широкое признание со стороны профессионального сообщества, включая Королевскую академию художеств, и номинирована на Премию Европейского Союза имени Миса ван дер Роэ.

#### An Echo in Time, Бельгия
В марте 2018 года международное жюри признало проект Цзывая Со под названием «An Echo in Time» победителем конкурса проектов первого общеевропейского мемориала памяти жертв тоталитарных режимов XX века. Возведение мемориала планируется в Брюсселе, Бельгия. Конкурс был организован Европейским Союзом. В состав жюри входили, среди прочих Норман Фостер и Тибор Наврачич.

#### Слонимская синагога, Беларусь
В августе 2018 года Белорусское телевидение сообщило, что Цзывай Со совместно с британским Фондом еврейского наследия и семьёй телеведущей Наташи Каплински работает над проектом реставрации синагоги в Слониме, Беларусь, откуда происходит семья Каплински.

### Картины
В 2018 году рисунки Цзывая Со, ставшие основой проекта «An Echo in Time», заняли первое место на международном конкурсе рисунков журнала Королевского института британских архитекторов (RIBA Journal). Рисунки Цзывая Со выставлялись в Королевском институте британских архитекторов в Лондоне в августе-сентябре 2018 г., а затем в Ливерпуле.

## Научная и общественная деятельность
Цзывай Со преподаёт в Вестминстерском университете и является автором научных статей о белорусском деревянном зодчестве и британской викторианской архитектуре.
 Он является членом наблюдательного совета Heritage Trust Network, благотворительной организации, занимающейся сохранением британского архитектурного наследия.

## Награды и премии

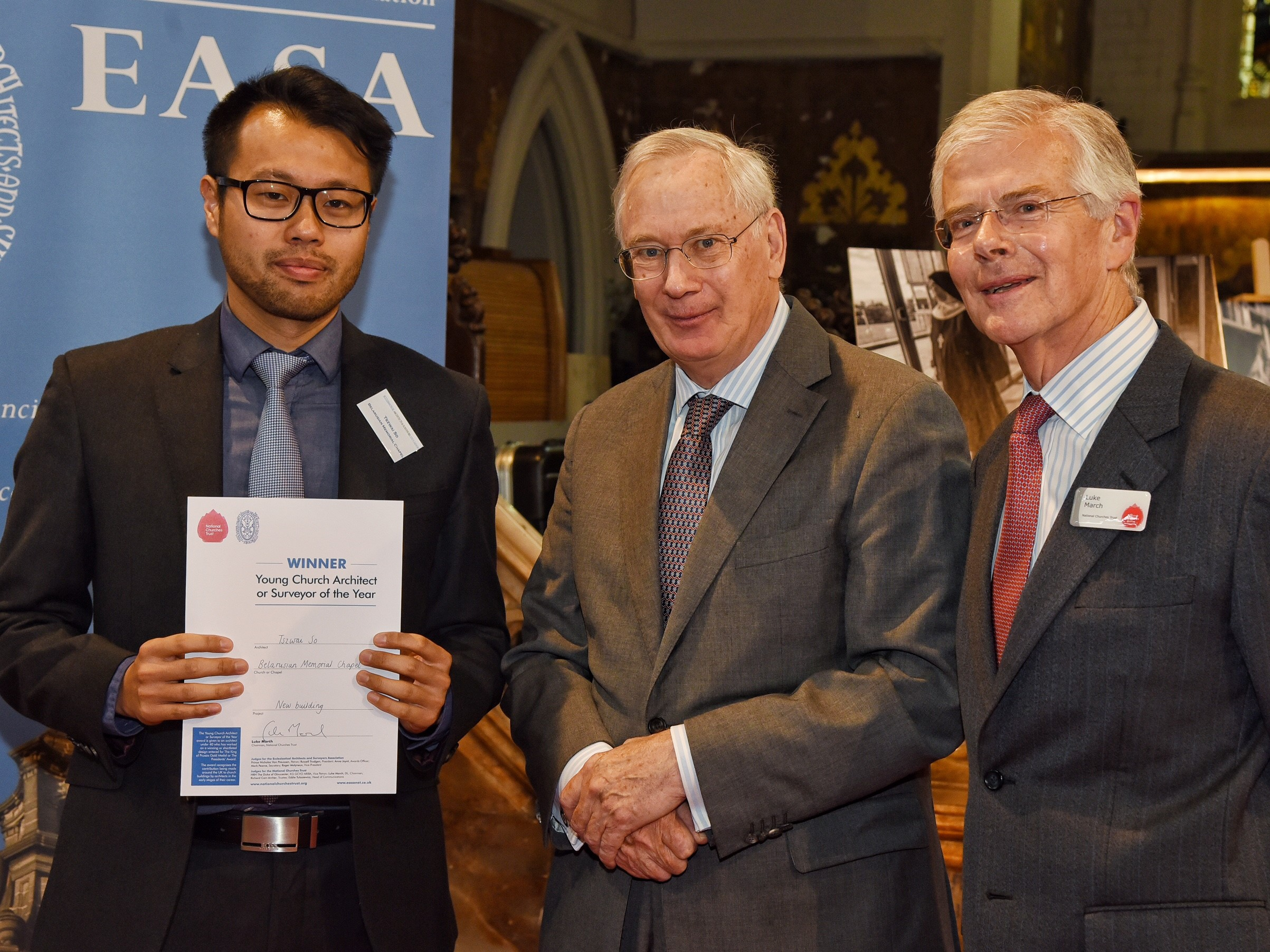
Цзывай Со на вручении премии «Young Church Architect or Surveyor of the Year»

Цзывай Со и его бюро являются номинантами и лауреатами ряда архитектурных премий. В 2016 году Со получил приз журнала Королевского института британских архитекторов (RIBA Journal) как «восходящая звезда британской архитектуры». В 2017 году он получил звание лучшего британского архитектора в возрасте до 40 лет от Американского института архитекторов. В октябре 2017 г. Со получил премию фонда National Churches Trust как лучший молодой церковный архитектор года. В ноябре 2018 г. было объявлено о том, что Белорусская церковь в Лондоне номинирована на Премию Европейского Союза в области современной архитектуры (Премию имени Миса ван дер Роэ).